# Santarcangelo Calcio 2013-2014

## Rosa
| N. |                   | Ruolo | Calciatore          |
| -- | ----------------- | ----- | ------------------- |
|    | Italia (bandiera) | D     | Giacomo Bassoli     |
|    | Italia (bandiera) | D     | Daniel Beccaro      |
|    | Italia (bandiera) | D     | Luca Benedetti      |
|    | Italia (bandiera) | C     | Dimitri Bisoli      |
|    | Italia (bandiera) | P     | Enrico Calderoni    |
|    | Italia (bandiera) | D     | Claudio Cola        |
|    | Italia (bandiera) | A     | Alessandro D'Antoni |
|    | Italia (bandiera) | A     | Simone Dell'Acqua   |
|    | Italia (bandiera) | D     | Dario Fedi          |
|    | Italia (bandiera) | D     | Mirko Garaffoni     |
|    | Italia (bandiera) | C     | Daniele Gizzi       |
|    | Italia (bandiera) | A     | Ivan Graziani       |
|    | Italia (bandiera) | D     | Davide Maioli       |
|    | Italia (bandiera) | C     | Marco Mariani       |

| N. |                    | Ruolo | Calciatore        |
| -- | ------------------ | ----- | ----------------- |
|    | Italia (bandiera)  | A     | Marco Martini     |
|    | Italia (bandiera)  | C     | Alessio Monetti   |
|    | Italia (bandiera)  | P     | Michele Nardi     |
|    | Ghana (bandiera)   | C     | Francis Obeng     |
|    | Italia (bandiera)  | C     | Salvatore Papa    |
|    | Italia (bandiera)  | A     | Riccardo Pasi     |
|    | Italia (bandiera)  | C     | Ivan Piccoli      |
|    | Italia (bandiera)  | D     | Antonio Porcino   |
|    | Romania (bandiera) | A     | Sorin Ionel Radoi |
|    | Italia (bandiera)  | C     | Marco Raparo      |
|    | Italia (bandiera)  | D     | Giovanni Rossi    |
|    | Italia (bandiera)  | C     | Paolo Rossi       |
|    | Italia (bandiera)  | C     | Francesco Urso    |